# موتور دانش (موتور جستجو)

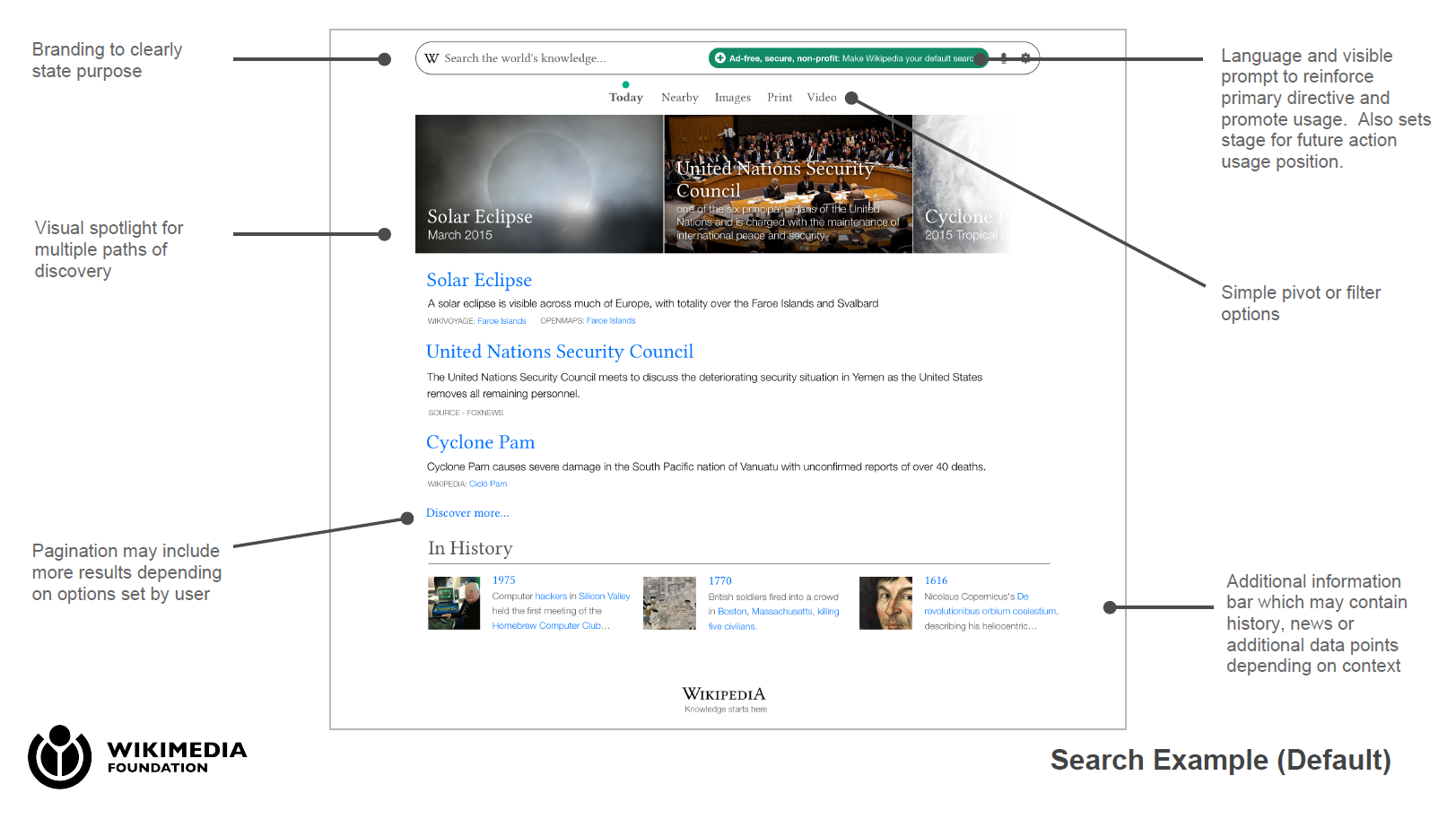
نمونه ای از صفحه جستجوی موتور دانش مربوط به بنیاد ویکی‌مدیا

موتور دانش (به انگلیسی: Knowledge Engine) یک موتور جستجوی وب است که توسط بنیاد ویکی‌مدیا در سال ۲۰۱۵ راه‌اندازی شد با این منظور که اطلاعات درست و قابل اطمینان را در اینترنت بیابد و نشان دهد.
هدف این است که موتور دانش تا جایی که ممکن است به موتورهای جستجوی سنتی وابسته نباشد  این موتور قصد دارد رفتار استفاده‌کنندگان را به گونه‌ای تغییر دهد که در ویکی‌پدیا و پروژه‌های ویکی‌مدیا بمانند و سراغ موتورهای جستجوی دیگر نروند. به گفته بنیاد ویکی‌مدیا (WMF) موتور دانش از حریم شخصی کاربران محافظت می‌کند و در مورد منبع اطلاعات شفافیت دارد همچنین اجازه دسترسی به فراداده را نیز می‌دهد.